# Albert Samama-Chikli
Pour les articles homonymes, voir Samama.
Ne doit pas être confondu avec Gilbert Chikli.
Albert Samama-Chikli (arabe : ألبير شمامة شيكلي), de son vrai nom Albert Samama, dit Samama-Chikli, né le 24 janvier 1872 à Tunis et mort en 1934 dans la même ville, est le « premier cinéaste tunisien » selon Férid Boughedir.
Pionnier du cinéma national, il est aussi l'un des plus anciens cinéastes du monde.

## Biographie

### Jeunesse
Né dans une famille aisée d'origine juive tunisienne, son père, banquier, aide de camp de Sadok Bey, a fait fortune dans le commerce. Albert connaît très tôt la vie mondaine dans les palais de Tunis.
Il poursuit ses études auprès de Charles Lavigerie, puis chez les Jésuites à Marseille. Il voyage beaucoup, notamment au cap Horn, en Chine ou en Australie. Il tient son surnom « Chikli » de la confrérie des pompiers de l'île de Chikli, une petite île sur le lac de Tunis où Albert Samama organise parfois des fêtes.

### Premières expériences
En 1896, il rentre en Tunisie et projette dans la capitale les premières images cinématographiques avec le photographe Soler. Correspondant des frères Auguste et Louis Lumière, il diffuse notamment lors de cette projection les films La Sortie de l'usine Lumière à Lyon et L'Arrivée d'un train en gare de La Ciotat.
Passionné par la photographie et le cinématographe, mais aussi par toutes les sciences et techniques nouvelles, il est ainsi le premier à introduire en Tunisie la bicyclette, le télégraphe sans fil et le premier appareil à rayons X dans un hôpital tunisois.
Il tourne aussi les premières vues aériennes de la Tunisie en 1908, en ballon entre Hammam Lif et Grombalia,. Il filme le séisme de 1908 à Messine et, en 1909, effectue des prises de vue sous-marines. En 1910, il filme une Pêche au thon en Tunisie pour le prince de Monaco, Albert Ier, et en tire un extrait de photographies.

### Reporter
Il développe alors un goût prononcé pour le documentaire et le reportage et commence à couvrir des événements dans toute la Tunisie pour les maisons Pathé et Gaumont et les journaux Le Matin et L'Illustration. Reporter de qualité, il filme également la cour beylicale, réalisant aussi bien des prises de vue anecdotiques — comme une sortie solennelle d'Hédi Bey sur le perron du Bardo — qu'historiques, comme les obsèques de Naceur Bey. En 1911, il est chargé de couvrir la guerre italo-turque qui a lieu en Tripolitaine. Il réalise également des images documentaires, comme La Pêche aux éponges ou Trafic d'armes au large de Douara.
Il s'engage lors de la Première Guerre mondiale à la section photographique et cinématographique des armées françaises et fait partie des douze reporters dirigé par Abel Gance qui filment les tranchées de la bataille de Verdun.
Dans les années 1920, alors que le tourisme commence à se développer, il effectue quelques photographies et documentaires pour le compte de revues de voyage et de guides touristiques. Il travaille en 1922 comme caméraman dans le film Les Contes de mille et une nuits du réalisateur russe Victor Tourjanski. Par la suite, il tente de réaliser une sorte d'« encyclopédie en images de la vie tunisienne ». C'est pourquoi il se rend à la campagne et passe de longues semaines aux côtés des populations rurales.

### Films
Dans son premier court métrage de fiction, Zohra (1922), le premier film tunisien de fiction, Samama-Chikli rend hommage à ces tribus en racontant l'histoire d'une jeune naufragée française, tombée d'un avion, qui va être recueillie par des Bédouins tunisiens et qui vivre pendant un temps avec eux,. Ce film rencontre un grand succès lors de sa présentation au cinéma Omnia Pathé de Tunis, le 21 décembre 1922. Il donne à sa fille, Haydée Tamzali, le rôle principal, elle qui deviendra sa première interprète féminine et sa scénariste : elle devient par là probablement la première actrice du monde arabe de tous les temps.
Samama-Chikli tourne ensuite L'Éclipse puis, en 1923, La Fille de Carthage, premier long métrage de Tunisie réalisé par un Tunisien. Réalisé avec le soutien de Habib Bey qui assiste au tournage à Tunis, ce dernier fournit son palais et tous les figurants dont Samama-Chikli a besoin. Mélodrame, le film raconte l'amour impossible entre un instituteur et une fille dont le père l'a promis au fils du cheikh.

### Fin de vie
Il acquiert la nationalité française et sa femme, une musicienne italienne, ainsi que sa fille Haydée, se sont converties à l'islam.

Mort en 1933 ou 1934 à Tunis, il est inhumé au cimetière du Borgel. On peut lire cette épitaphe sur sa tombe : 

« Inlassable dans la curiosité, téméraire dans le courage, audacieux dans l'entreprise, obstiné dans l'épreuve, résigné dans le malheur, il laisse des amis,. »

## Héritage
Mahmoud Ben Mahmoud réalise en 1995 un court métrage de 29 minutes intitulé Albert Samama Chikli, ce merveilleux fou filmant avec ses drôles de machines produit par La Sept Arte, où il retrace la vie de ce pionnier, notamment à travers des images de ses deux films de fiction, Zohra et La Fille de Carthage, et des témoignages de sa fille.